# 碱玄质响岩
碱玄质响岩（英語：Tephriphonolite） 是一種基性至中間性噴出岩，其礦物成分介於响岩質碱玄岩和响岩之間。 其含鹼量為9%至14%和含二氧化矽量為48%至57%（見 TAS 圖）。根據QAPF分類圖表，碱玄质响岩大致介於碱玄岩和响岩 。 

### 出露地區
意大利的 Colli Albani 火山和賓夕法尼亞州的亞松森裂谷 。